# Rhacodinella apicata
Rhacodinella apicata är en tvåvingeart som först beskrevs av Pandelle 1896.  Rhacodinella apicata ingår i släktet Rhacodinella och familjen parasitflugor. Inga underarter finns listade i Catalogue of Life.